# FBI Ten Most Wanted Fugitives
FBI Ten Most Wanted Fugitives is een lijst met de tien meest gezochte voortvluchtigen, die samengesteld en gepubliceerd wordt door het Amerikaanse Federal Bureau of Investigation.
Het idee voor de lijst ontstond tijdens een gesprek eind 1949 van J. Edgar Hoover, directeur van het FBI en William Kinsey Hutchinson, hoofdredacteur van een Amerikaans internationaal persagentschap, International News Service (de voorloper van United Press International).  Sinds 14 maart 1950 wordt de lijst door de FBI gepubliceerd. Individuen op de lijst worden van de lijst verwijderd als ze gevangen of gedood zijn, of als de aanklacht tegen hen geseponeerd wordt.  Op dat moment wordt een nieuwe naam aan de lijst toegevoegd.  In vijf gevallen besloot de FBI een naam van de lijst te verwijderen omdat de betrokkene niet meer werd beschouwd als een risico voor de samenleving.  
De huidige lijstaanvoerder is tevens de langst genoteerde verdachte ooit.  Hij werd in 1984 op de lijst geplaatst en is er sindsdien nooit van verdwenen.  De kortste notatie ooit werd in 1969 gepubliceerd toen een voortvluchtige na twee uur van de lijst werd gehaald.  In de loop van de geschiedenis van de lijst werd soms een elfde naam aan de lijst toegevoegd wanneer een uiterst gevaarlijke voortvluchtige diende opgenomen te worden en geen van de tien opgelijste personen van de lijst mocht verdwijnen.
Tot 2009 werden reeds 494 voortvluchtigen op de lijst opgenomen (waaronder acht vrouwen).  463 van hen werden gevangengenomen of gelokaliseerd, waarvan 152 met de hulp van het publiek. Onder meer Warren Jeffs, Angela Davis en James Earl Ray werden ooit op de lijst genoteerd. De FBI heeft nog andere lijsten, waaronder de Most Wanted Terrorists.